# Cryptopone hartwigi
Cryptopone hartwigi är en myrart som beskrevs av Arnold 1948. Cryptopone hartwigi ingår i släktet Cryptopone och familjen myror. Inga underarter finns listade i Catalogue of Life.